# سیارک ۹۳۲۹
سیارک ۹۳۲۹ (به انگلیسی: 9329 Nikolaimedtner، نامگذاری:1990EO) نه هزار و سیصد و بیست و نهمین سیارک کشف شده‌است که در ۲ مارس ۱۹۹۰ کشف شد.